# Fabio Allegreni
Fabio Allegreni (Martinengo, 12 ottobre 1892 – 1979) è stato un ingegnere e politico italiano.